# Nina Gueórguievna Románova
Nina Gueórguievna Románova (en ruso: Нина Георгиевна; San Petersburgo, 20 de junio de 1901-Wellfleet, 27 de febrero de 1974) fue una princesa rusa de la Casa de Románov. Bisnieta del zar Nicolás I, dejó Rusia antes de la Primera Guerra Mundial y vivió exiliada en Inglaterra y Estados Unidos.

## Biografía
Nina nació en el palacio Mijailovsky y recibió el título de princesa en lugar del de gran duquesa, ya que solo era la bisnieta de un zar. Su padre fue el gran duque Jorge Mijáilovich Románov, hijo del gran duque Miguel Nikoláyevich Románov y nieto del zar Nicolás I de Rusia. Su madre fue la princesa María de Grecia (quien tomó el nombre ruso de María Gueórguievna), hija de Jorge I de Grecia y nieta de Cristián IX de Dinamarca.
Nina pasó sus primeros años en el palacio Mijailovsky que su abuelo, el gran duque Miguel, había construido en 1862 en San Petersburgo. En 1905 se mudó a un pequeño palacio en Crimea.
El matrimonio arreglado de sus padres fue infeliz y a su madre le disgustaba Rusia. En 1914, antes del estallido de la Primera Guerra Mundial, su madre se llevó a su hermana, Xenia, y a ella a Inglaterra en un intento de separarse de su marido. El peligro de la guerra y la posterior Revolución rusa impidieron que ellas volvieran a Rusia y vieran a su padre.
Su padre, el gran duque Jorge, murió asesinado junto a otros miembros de la familia Románov por los bolcheviques en 1919.
En 1922, Nina se casó en Londres con el príncipe Pablo Aleksándrovich Chavchavadze, a quien había conocido cuando eran niños en la embajada británica en Roma, en 1908. Pablo era miembro de la familia Chavchavadze, descendía del último rey de Georgia y al igual que ella había perdido a su padre a manos de los bolcheviques. La pareja tuvo un único hijo, el príncipe David Chavchavadze.
Su madre se volvió a casar ese mismo año con el almirante griego Pericles Ioannidis, lo que la distanció de sus hijas.
En 1927, Nina se trasladó con su familia a Estados Unidos y se instaló en Nueva York. Luego, en 1939, se mudó a Wellfleet, en Massachusetts.
Murió a los 72 años en Hyannis, en 1974.